# رالف ويبر
رالف ويبر (بالألمانية: Ralf Weber)‏ (31 مايو 1969 بزيلينغنشتات في ألمانيا - ) هو لاعب كرة قدم ألماني في مركز الوسط. شارك مع منتخب ألمانيا تحت 21 سنة لكرة القدم ومنتخب ألمانيا لكرة القدم. أما مع النوادي، فقد لعب مع آينتراخت فرانكفورت وكيكرز أوفنباخ.

## وصلات خارجية
- رالف ويبر على موقع قاعدة بيانات كرة القدم.إي يو (الإنجليزية)
- رالف ويبر على موقع بيانات كرة القدم. دي إي (الألمانية)
- رالف ويبر على موقع ناشيونال فوتبول تيمز (الإنجليزية)
- رالف ويبر على موقع عالم كرة القدم.نت (الإنجليزية)